# Třebčice
Třebčice (německy Trebschitz) jsou obec v okrese Plzeň-jih v Plzeňském kraji. Žije zde 130 obyvatel.

## Historie
První písemná zmínka o obci pochází z roku 1350.

## Obyvatelstvo
| Rok            | 1869 | 1880 | 1890 | 1900 | 1910 | 1921 | 1930 | 1950 | 1961 | 1970 | 1980 | 1991 | 2001 | 2011 | 2021 |
| -------------- | ---- | ---- | ---- | ---- | ---- | ---- | ---- | ---- | ---- | ---- | ---- | ---- | ---- | ---- | ---- |
| Počet obyvatel | 181  | 224  | 205  | 193  | 201  | 218  | 224  | 210  | 185  | 146  | 114  | 81   | 63   | 110  | 130  |
| Počet domů     | 28   | 31   | 34   | 33   | 37   | 38   | 43   | 47   | 46   | 43   | 41   | 44   | 46   | 48   | 48   |

## Obecní správa
Mezi lety 1869–1950 Třebčice byly obcí v okrese Přeštice (1869–1930) a později v okrese Blovice. V letech 1961–1991 patřily jako část obce k Mohelnici a od 1. ledna 1992 jsou opět samostatnou obcí v okrese Plzeň-jih.

### Obecní symboly
Znak a vlajka byly obci uděleny rozhodnutím předsedy Poslanecké sněmovny Parlamentu České republiky dne 17. prosince 2019.

## Pamětihodnosti
- Boží muka u cesty na Dvorec
- Socha svatého Jana Nepomuckého na mostě
- Křížek ke floriánu na rozcestí

## Galerie

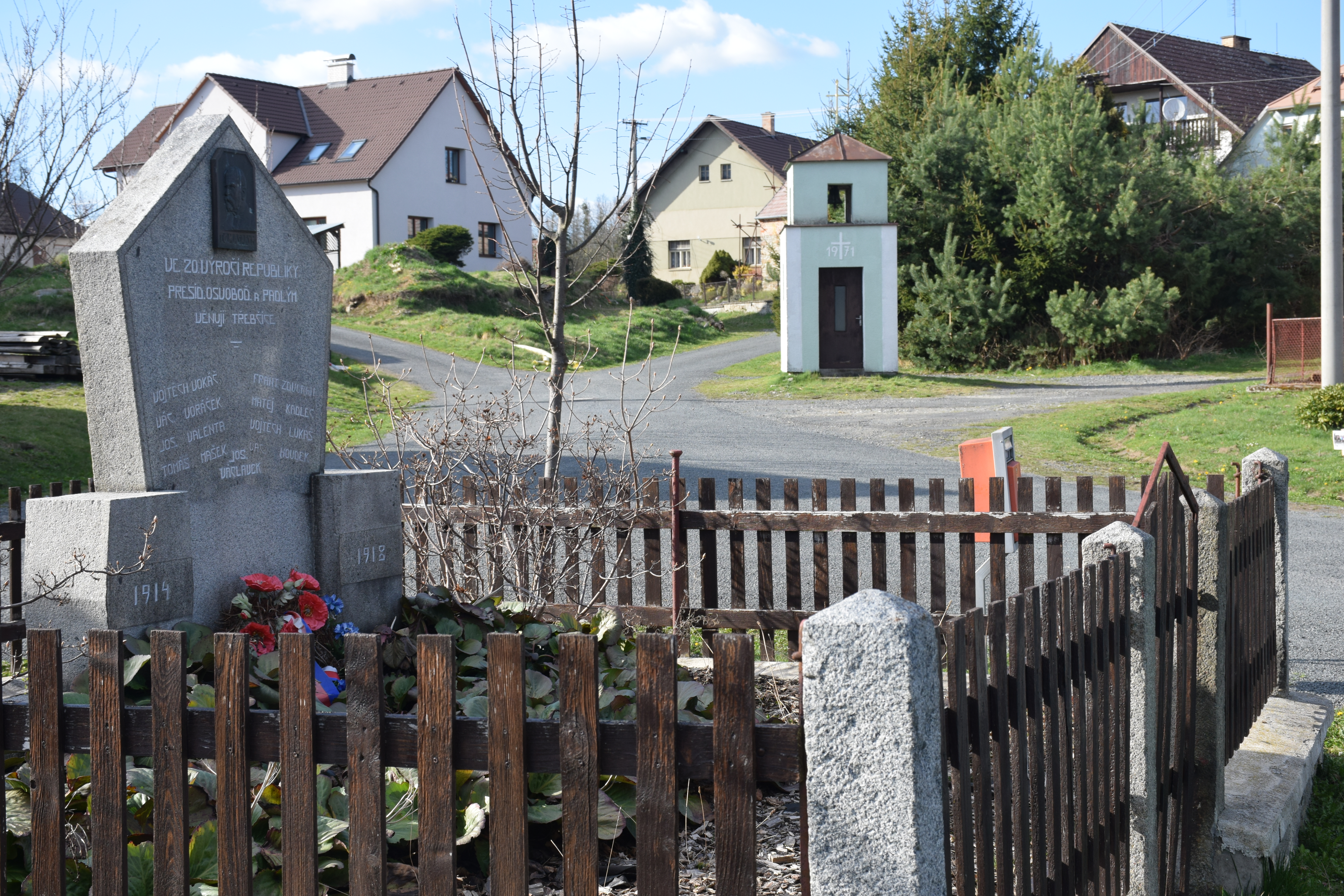
Pomník 1. světové války
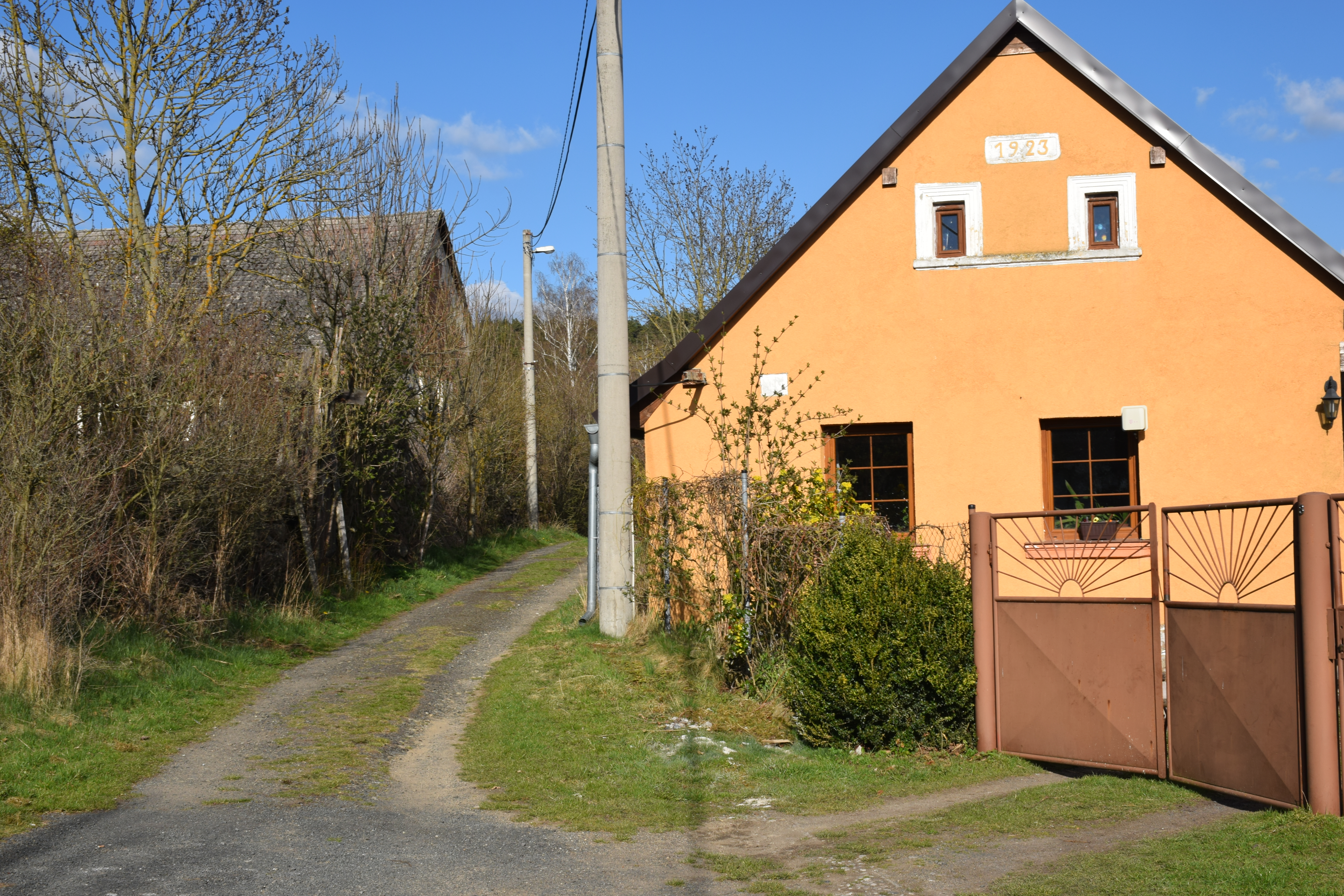
Cesta do vsi
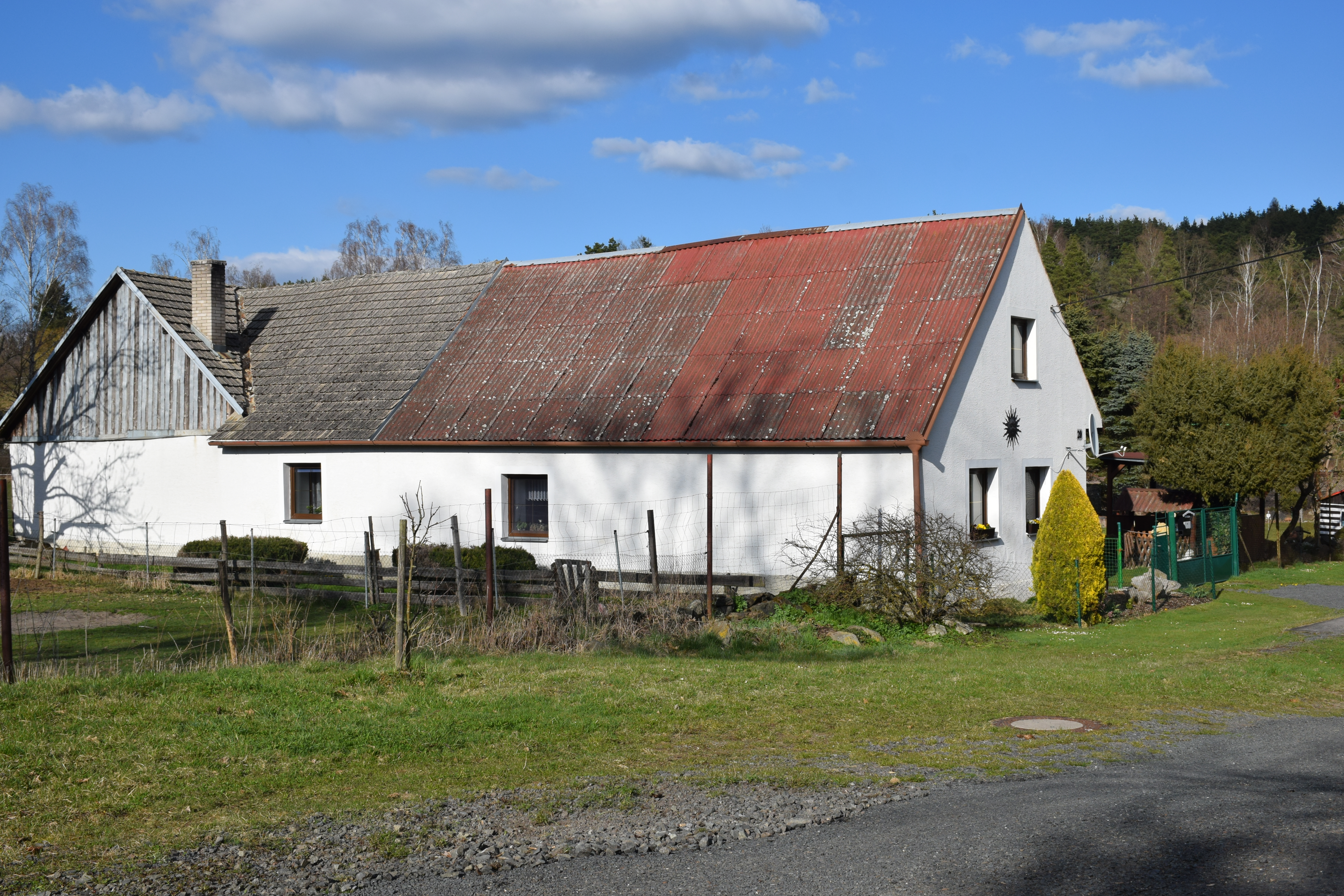
Statek
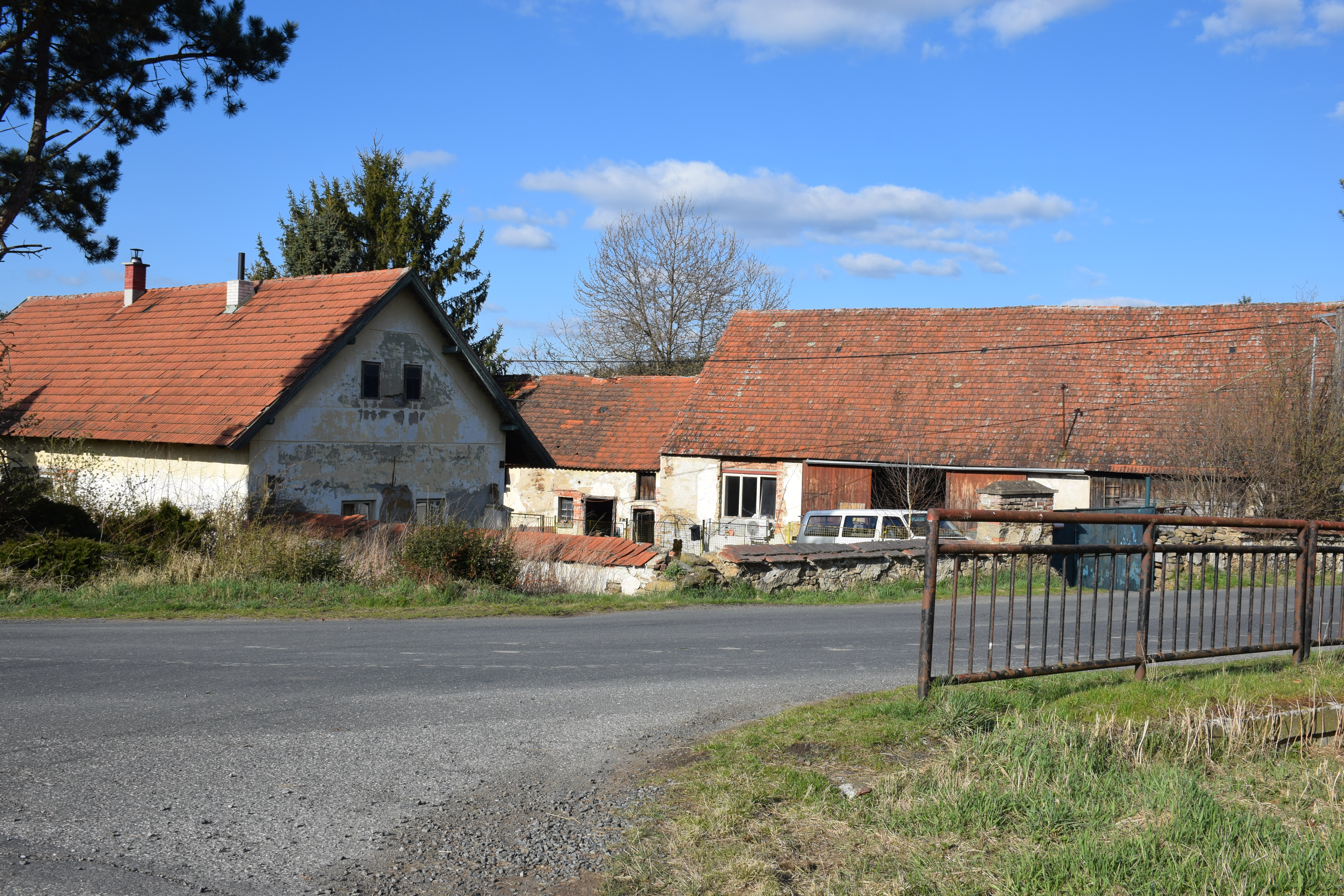
Vjezd do vsi